# Frank Shepard Fairey
Frank Shepard Fairey (født 15. februar 1970) er en amerikansk grafisk designer, som er uddannet på Idyllwid Arts Academy og derefter på Rhode Island School of Design. Han er måske mest kendt som Street Artist.
Shepard Fairey blev først kendt i undergrunden, da han i 1989 kørte en klistermærke- og plakatkampagne i større amerikanske byer kendt som Andre the Giant Has a Posse. Dette projekt udviklede sig senere hen til OBEY Giant. 
Shepard Fairey vælger som kunstner flere forskellige platforme for at udbrede sine budskaber, og et af dem er OBEY Clothing. Det hele startede med prints på T-shirts som senere hen har udviklet sig til et decideret tøjmærke. OBEY sælger tøj over hele verden, men er især kendt i USA og England. OBEY bæres af såkaldte "hipsters".
Det bredere publikum fik øjnene op for ham, da han i 2008 lavede den i dag så berømte Barack Obama "Hope"-plakat for Barack Obamas præsidentkampagne. Siden har han produceret silketryk af mange kendte personer. Han er blevet sammenlignet med Andy Warhol.
Han er også kendt for at have lavet “We The People”-kampagnen i anledning af Women’s March in 2017, som var en stor demonstration for ligestilling mellem kønnene, der blev holdt i hele verden i 2017 i protest mod Donald Trump.
 

Fairey har skabt mere end 135 gavlmalerier rundt om i verden, herunder gavlmaleriet af en fredsdue over Jagtvej 69 i København. 
- Gavlmaleri af Fairey i serie af gavlmalerier i Berlin, 2022
- Plakater af Fairey til Women's March 2017 i Wisconsin, USA.
- Kampagnekontor for Obama, med Faireys Hope plakat i vinduet. Palo Alto, USA, 2008
- OBEY-motivet, silketryk og videoinstallation med skater-rampe på udstilling på Fotografiska i Stockholm 2024
- Regent Centre Metro Station i London. Fairey plakat med fredsdue-motivet, som også kan ses på Jagtvej 69 i København
- Vægudsmykning af Fairey på Straat Museum i Amsterdam, 2023